# Charaxes erithalion
Charaxes erithalion är en fjärilsart som beskrevs av Doubleday 1849. Charaxes erithalion ingår i släktet Charaxes och familjen praktfjärilar. Inga underarter finns listade i Catalogue of Life.